# Ephestia welseriella
Ephestia welseriella is een vlinder uit de familie snuitmotten (Pyralidae). De wetenschappelijke naam is voor het eerst geldig gepubliceerd in 1848 door Zeller.
De soort komt voor in Europa.